# Arachnocephalus
Genre
Arachnocephalus est un genre d'insectes orthoptères de la famille des Mogoplistidae.

## Distribution
Les espèces de ce genre se rencontrent en Europe, en Afrique, en Asie et en Océanie. Ce genre ne comprend qu'une seule espèce en Europe, Arachnocephalus vestitus, le Grillon des cistes.

## Liste des espèces
Selon Orthoptera Species File :
- Arachnocephalus angustifrons Chopard, 1955
- Arachnocephalus australicus Chopard, 1925
- Arachnocephalus bidentatus Chopard, 1951
- Arachnocephalus breviceps Chopard, 1929
- Arachnocephalus brevissimus Shiraki, 1911
- Arachnocephalus brincki Chopard, 1955
- Arachnocephalus brunnerianus Saussure, 1877
- Arachnocephalus bugnioni Chopard, 1969
- Arachnocephalus dewitzi Saussure, 1877
- Arachnocephalus gracilis Chopard, 1929
- Arachnocephalus kevani Chopard, 1954
- Arachnocephalus longicercis Chopard, 1917
- Arachnocephalus maculifrons Roy, 1969
- Arachnocephalus maritimus Saussure, 1877
- Arachnocephalus mediocris Chopard, 1955
- Arachnocephalus medvedevi Gorochov, 1994
- Arachnocephalus meruensis Sjöstedt, 1909
- Arachnocephalus minutus Chopard, 1955
- Arachnocephalus nigrifrons Chopard, 1917
- Arachnocephalus putridus (Karsch, 1896)
- Arachnocephalus rufoniger (Sjöstedt, 1909)
- Arachnocephalus shackeltoni Chopard, 1917
- Arachnocephalus steini Saussure, 1877
- Arachnocephalus subsulcatus Saussure, 1899
- Arachnocephalus vestitus Costa, 1855

## Référence
- Costa, 1855 : Fauna del Regno di Napoli. Napoli.